# 제천 시곡리 석조여래입상
제천 시곡리 석조여래입상(堤川 柴谷里 石造如來立像)은 충청북도 제천시 송학면 시곡리에 있는 고려시대의 석상이다. 2004년 3월 12일 충청북도의 문화재자료 제41호로 지정되었다.

## 개요
시곡1리 깊은골마을 앞 경작지 옆에 서 있는 상으로 대좌(臺座)와 광배(光背)를 갖추고 있으나 부분적으로 파손이 심하다. 원래의 위치는 아니나 주변의 사지에서 봉안했던 상으로 추정되며, 1999년도에 도난되었다가 2002년도에 다시 찾아 세운 것이다.
불신(佛身)과 광배는 하나의 돌에 조각되어 있고, 대좌는 따로 만들어져 발부분이 끼워져 있다. 얼굴은 동그란 형태로 뺨에 살이 통통하게 오른듯하나 상호(相好)는 마멸로 인해 거의 알아볼 수 없다. 머리는 소발(素髮)이며 육계(肉계)가 희미하게 남아 있다. 어깨는 넓고 허리는 잘록하며 가슴과 배부분에는 양감이 있는 편이다. 대의는 편단우견(偏袒右肩)으로 입었고 허리 아래 옷자락이 옆으로 넓다. 왼손은 손바닥이 보이도록 가슴까지 들어 올렸고, 오른손은 손가락을 모은 채로 배에 대고 있다. 광배는 불신 주위에 좁게 표현되어 두 줄의 융기선(隆起線)으로 원형 두광(頭光)을 표현하였고 두광과 신광(身光)의 내부에는 화염문 장식이 보인다.
반면에 대좌는 불신에 비해 돌의 재질도 좋고 조각수법도 매우 뛰어 나고 보존상태가 양호하다. 볼륨감이 큰 복련의 연화대석으로 윗부분에 2단의 팔각받침이 모각되어 있고 그 위에 불상의 발이 조각되어 붙어 있다.
이처럼 불신과 대좌 상태가 비교적 양호한 대좌는 조각수법이 좋지만 불신은 조각수법이 치졸하고 마멸도 심하다. 따라서 대좌는 원래의 것으로 보이고 불상은 일단 파손된 후 후대에 다시 세운 것이 아닌가 생각된다.
풍화와 인위적으로 훼손되었으나 전통적인 통일신라 여래입상의 양식을 따르고 있지만 조각기법은 양감이 떨어지고 옷주름이 형식적으로 표현되었고, 대좌의 연판(蓮板)도 통일신라 전성기의 것과 비교해 볼 때 양식적(樣式的)으로 쇠퇴기(衰退期)에 접어든 시기의 조각수법을 보이고 있다. 따라서 제작연대는 고려초기 무렵 제작으로 추정된다.
제천 시곡리 석조여래입상은 불상 및 연화문(蓮花紋) 대좌의 조각 양식으로 보아 통일신라시대 전형적인 불상의 지방 양식화되는 변천 모습을 알려주는 석불로 그 작례가 많지 않은 귀중한 자료이다.

## 참고 자료
- 제천 시곡리 석조여래입상 - 국가유산청 국가유산포털